# Rhithrogena uhari
Rhithrogena uhari är en dagsländeart som beskrevs av Jay R. Traver 1933. Rhithrogena uhari ingår i släktet Rhithrogena och familjen forsdagsländor. Inga underarter finns listade i Catalogue of Life.